# Phelister chapadae
Phelister chapadae är en skalbaggsart som beskrevs av Lewis 1900. Phelister chapadae ingår i släktet Phelister och familjen stumpbaggar. Inga underarter finns listade i Catalogue of Life.